# 盛岡新幹線運輸区

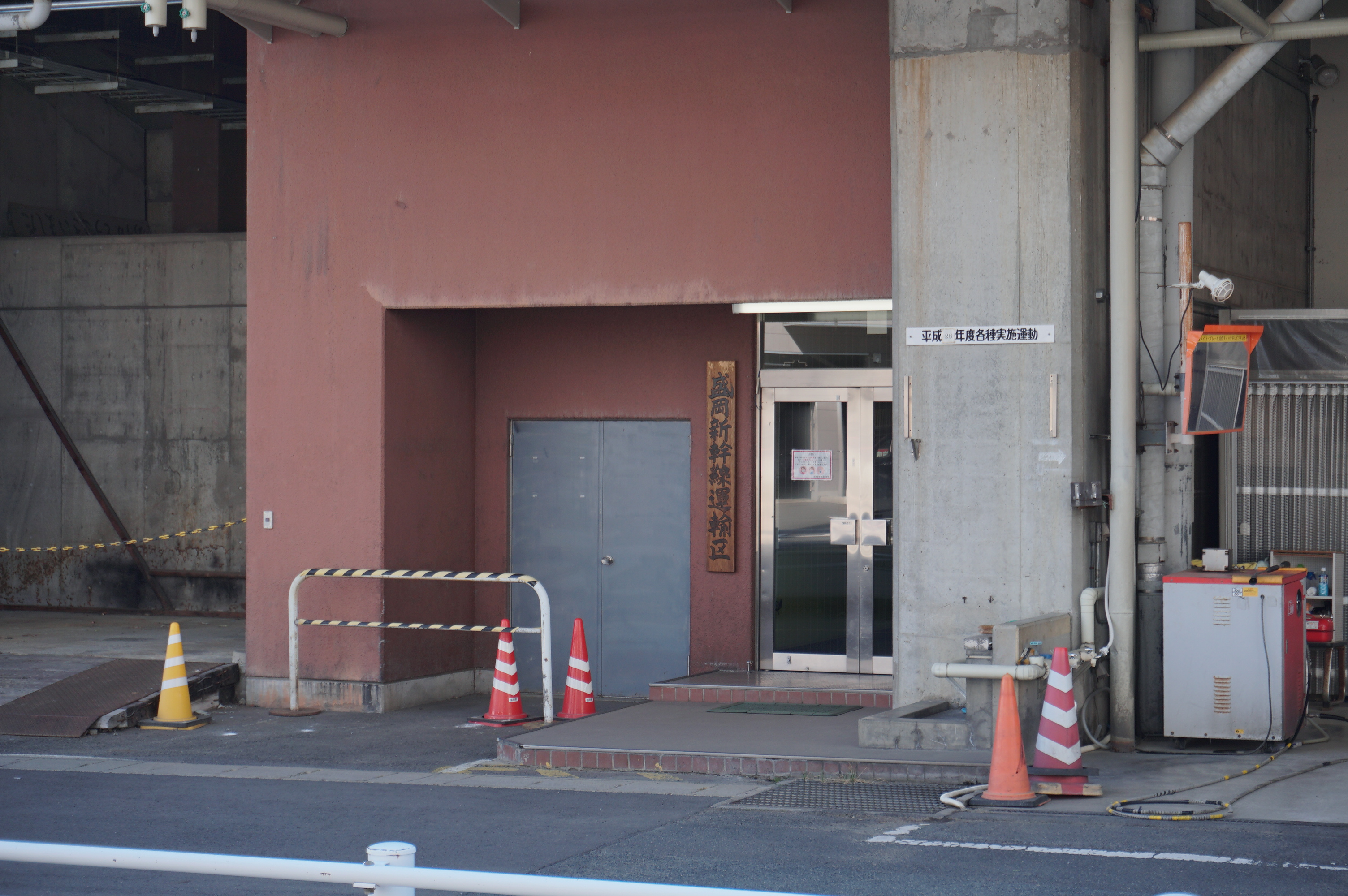
盛岡新幹線運輸区

盛岡新幹線運輸区（もりおかしんかんせんうんゆく）は、岩手県盛岡市にある東日本旅客鉄道（JR東日本）新幹線統括本部の運転士・車掌が所属する組織である。

## 歴史
- 1982年 - 盛岡新幹線第二運転所発足。設立当初は東海道新幹線の乗務員が派遣された。
- 1991年3月16日 - 盛岡車掌区のうち新幹線行路を分離して編入し、盛岡新幹線運輸区発足[1]。
- 1997年3月22日 - 秋田新幹線開業により、「こまち」を受け持つようになる。
- 2002年12月1日 - 東北新幹線八戸延伸により、「はやて」を受け持つようになる。
- 2019年4月1日 - 新幹線統括本部設置に伴い、盛岡支社より移管。